# Павловка (Саргатский район)
Павловка — деревня в Саргатском районе Омской области. Входит в состав Баженовского сельского поселения.

## История
Основана в 1908 г. В 1928 г. состояла из 96 хозяйств, основное население — русские. Центр Павловского сельсовета Саргатского района Омского округа Сибирского края.

## Население
| 1926 | 2010 |
| ---- | ---- |
| 562  | ↘99  |